# Juliane von Hessen-Darmstadt

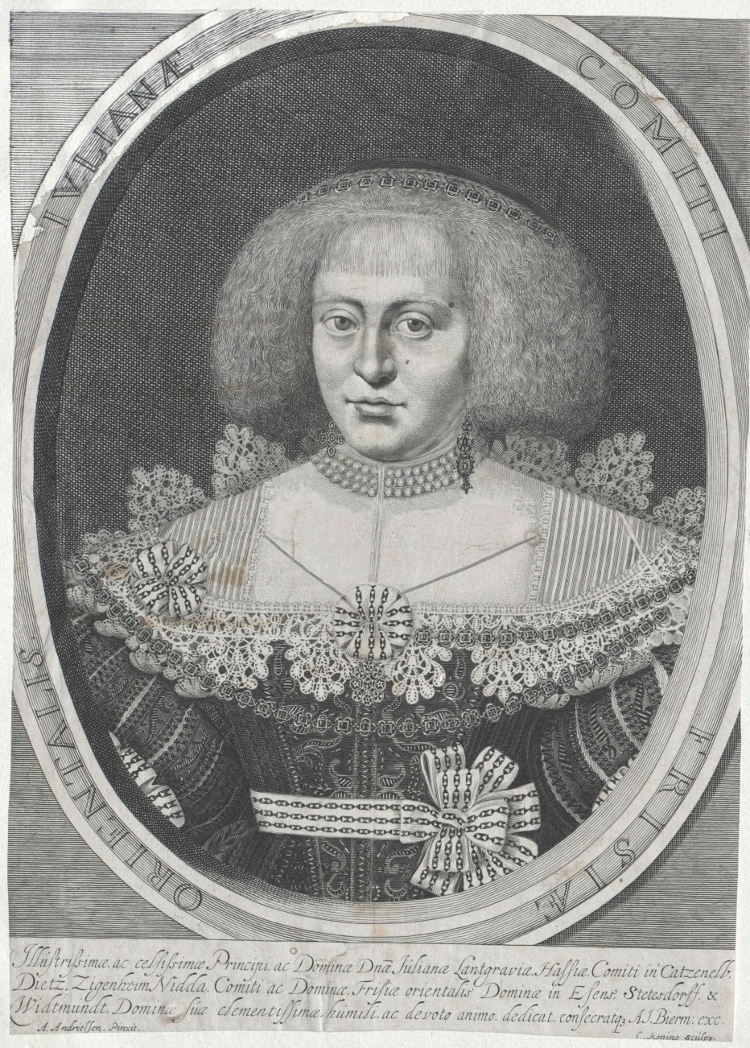
Juliane von Hessen als Gräfin von Ostfriesland

Juliane von Hessen-Darmstadt (* 14. April 1606 in Darmstadt; † 15. Januar 1659 in Westerhof) war als Frau des Grafen Ulrich II. Gräfin von Ostfriesland und führte nach dessen Tod von 1648 bis 1651 vormundschaftlich die Regierung für ihren Sohn Enno Ludwig.

## Leben
Ihre Eltern waren Ludwig V. von Hessen-Darmstadt und Magdalena von Brandenburg, Tochter von Kurfürst Johann Georg von Brandenburg.
Am 5. März 1631 kam Juliane aus Hessen-Darmstadt nach Ostfriesland und heiratete noch am selben Tag den Grafen. In der Folgezeit gebar sie die drei Söhne Enno Ludwig, Georg Christian und Edzard Ferdinand. Ulrich ließ noch während der Wirren des Dreißigjährigen Krieges für seine Frau das Lustschloss Sandhorst bauen, welches kurz vor seinem Tod 1648 fertiggestellt wurde. Ostfriesland hatte in dieser Zeit große Not durch fremde Besatzer zu erleiden.
Nach dem Tode Ulrichs 1648 übernahm Juliane nominell die Vormundschaft für die minderjährigen Söhne und die Regierungsgeschäfte, allerdings gab sie sich der Dekadenz hin, schickte die ihr eher hinderlichen Söhne ins Ausland und ließ die schwer geschädigte Grafschaft von ihren Günstlingen führen – und dies mehr schlecht als recht. Dies führte zu noch mehr Problemen mit den ostfriesischen Landständen, als es in der Grafschaft sowieso schon der Fall war.
Unter diesen Günstlingen sind vor allem der Geheimrat Johann von Marenholz und dessen Frau Elisabeth Ungnad Weissenwolf zu Sonneck zu nennen, die eine Hofdame Julianes und Mutter des oldenburgischen Statthalters Anton I. von Aldenburg gewesen war. Mit dem Geheimrat Marenholtz soll Juliane ein Verhältnis gehabt haben, was diesem später zum Verhängnis wurde. Juliane verlegte derweil den Hof von Aurich nach Sandhorst, um dort ungestört dem süßen Leben frönen zu können. Da das Ehepaar Marenholtz es zu schlimm trieb, drängten viele Edle den jungen Enno Ludwig, nach Ostfriesland zurückzukehren. Dieser war vom Kaiser vorzeitig für volljährig erklärt worden und drängte seine Mutter Juliane im Mai 1651 im Handstreich aus der Regierung. Sie wurde auf den Witwensitz Burg Berum geschickt. Johann von Marenholtz wurde nach einem Schauprozess am 21. Juli 1651 in Wittmund hingerichtet.
Im Jahr 1654 kaufte Juliane das Gut Westerhof bei Osterode am Harz, dort verstarb sie 1659.

## Nachkommen
Mit Ulrich II. hatte Juliane die Söhne:
- Enno Ludwig (* 29. Oktober 1632; † 4. April 1660) ⚭ 7. November 1656 Justine Sophie von Barby  (* 14. April 1636; † 12. August 1677)
- Georg Christian (* 6. Februar 1634; † 6. Juni 1665) ⚭ 10. Mai 1662 Christine Charlotte von Württemberg (* 21. Oktober 1645; † 16. Mai 1699)
- Edzard Ferdinand (* 12. Juli 1636, † 1. Januar 1668) ⚭ 22. Juli 1665 Anna Dorothea Gräfin von Criechingen († 20. Mai 1705)